# 浪洋寺摩崖造像
浪洋寺摩崖造像位於四川省達州市宣漢縣，文物遺址年代判定為唐。2012年7月16日公佈為第八批四川省文物保護單位。
浪洋寺摩崖造像位於四川省達州市宣漢縣馬渡鄉石淋社區浪洋寺，造像分佈在面積83.64平方米，大青石四壁，現有23龕145尊。該造像建於唐咸通十二年（871年〉，盛于宋。碑文題記年代宋雍熙四年、威逼十二年。碑文題記是研究宋代書法藝術不可多得的史跡。其中二號龕具有代表性，方形龕，長2.9米，寬2.2米，深1.1米，一佛二弟子二菩薩二力士，主尊善跏趺坐於須彌座之上，高1.5米，肩寬0.4米，人物均有背光。該造像藝術性具特色。是研究我國古代政治、歷史、文化藝術的珍貴資料。第三次全國文物普查新發現。
浪洋寺本身建于唐贞观年间，原名丰饶寺，宋雍熙四年（987年）重建，更名大慈寺，明弘治九年（1496年）改名为浪洋寺。1933年10月，红四方面军发动宣达战役，与川军刘存厚部23军交战，川军因恐红军用此寺作为掩护隐蔽之处，因此将浪洋寺烧毁。仅留下石窟。